# 山口県道266号日野吉田線
山口県道266号日野吉田線（やまぐちけんどう266ごう ひのよしだせん）は、山口県下関市を通る一般県道である。

## 概要
下関市豊田町大字日野から下関市大字吉田地方（よしだじかた）に至る。

### 路線データ
- 起点：下関市豊田町大字日野（山口県道65号山陽豊田線交点）
- 終点：下関市大字吉田地方（山口県道33号下関美祢線交点）
- 通行不能区間：下関市豊田町大字萩原 - 下関市菊川町大字樅ノ木（もみのき）間

## 路線状況

### 重複区間
- 山口県道233号美祢菊川線（下関市菊川町大字道市）

## 地理

### 通過する自治体
- 山口県
  - 下関市

### 交差する道路
| 交差する道路                         | 交差する場所                 | 交差する場所 |
| ------------------------------------ | ---------------------------- | ------------ |
| 山口県道65号山陽豊田線               | 豊田町日野                   | 起点         |
| 通行不能区間                         |                              |              |
| 山口県道233号美祢菊川線 重複区間起点 | 菊川町大字道市               |              |
| 山口県道233号美祢菊川線 重複区間終点 | 菊川町大字道市               |              |
| 山口県道33号下関美祢線               | 大字吉田地方（よしだじかた） | 終点         |

### 沿線
- 山口ゴルフ&カントリークラブ・関門菊川ゴルフ場
- 下関市役所 吉田支所
- 下関市立吉田小学校（終点付近）